# Behausungsziffer
Die Behausungsziffer ist die durchschnittliche Anzahl der Bewohner eines Hauses.
Vor 1800 war es in der Regel nicht üblich, die genaue Einwohnerzahl zu erheben, sondern nur die Namen oder die Anzahl der selbständigen Haushalte oder Feuerstellen in einem Dorf oder in einer Stadt. Um von der Summe der Haushaltungsvorstände zur Einwohnerzahl einer Gemeinde zu gelangen oder dann zur Einwohnerzahl eines bestimmten Landes, ermittelt oder schätzt die Bevölkerungsgeschichte die Behausungsziffer. Im Allgemeinen geht man dabei um 1600 von einer Kopfzahl von 5 aus. Tatsächlich ist diese Zahl aber sozial, räumlich und zeitlich sehr unterschiedlich. Genauere Zahlen kann man nur durch die Erarbeitung eines Ortsfamilienbuchs erlangen oder durch den seltenen Fall, dass bereits vor 1700 in einer Steuerliste alle Bewohner eines Hauses zahlenmäßig erfasst worden sind.